# ویم-بیل-دان
ویم-بیل-دان (روسی: Вимм-Билль-Данн) شرکت صنایع غذایی روس است، که در سال ۱۹۹۲ تأسیس شد.